# Ганна Гемптон
Ганна Еліс Гемптон (англ. Hannah Alice Hampton, нар. 16 листопада 2000, Бірмінгем) — англійська футболістка, воротарка англійського клубу «Астон Вілла» і збірної Англії.